# Безжальні люди
«Безжальні люди» — кримінальна комедія про сімейну пару, яка викрала дружину колишнього боса задля викупу та помсти.

## Сюжет
Багатій Сем Стоун вирішив вбити свою вередливу дружину Барбару. Про свій намір він розповів своїй коханці Керол. Сем повертається додому, але Барбари не було. В будинок зателефонували, чоловік дізнається про її викрадення. Злодії, погрожуючи вбивством дружини, вимагають у Сема викуп і щоб той, тримав усе в таємниці. Зрадівши таким обставинам та зображуючи вбитого горем чоловіка на публіці, він повідомляє про викрадення поліції та пресі.
У той час Барбара перебувала в підвалі. Її викрадачами виявилось сімейне подружжя Кен і Сенді, яке постраждало від справ Сема Стоуна, таким чином вони хотіли отримати винагороду, за викрадені підприємцем ідеї. Сем не збирався платити викрадачам, хоча злодії з кожною розмовою зменшували суму. У відчаї Кен уже зібрався відпустити полонянку, але сталося неочікуване. Коханець Керол знімає на відео, начебто вбивство бізнесменом Барбари. Нерозбираючись, коханці відправляють касети в поліцію та Сему. На останнього вона не справляє жодного враження, що дивує злочинців, а от шеф поліції почав нервувати. Як виявилось зняли саме його з повією, Генрі Бентон просить мовчати про це, а він зробить все що зможе.
Тим часом Барбара від нудьги зайнялась гімнастикою, стала стрункішою та потоваришувала з викрадачами. Дізнавшись, що чоловік не поспішає її визволяти, вона придумала план. За сприянням Генрі Бентона Сем потрапляє за ґрати. Чоловік вирішує, його може врятувати повернення Барбари. Але викрадачі вже вимагали всього статку підприємця. Йому нічого не залишалося і він погодився. Викуп забирає клоун. За його машиною їдуть поліцейські та Сем. Автомобіль падє в воду. Гроші врятувати не вдалося, а клоуном виявився маніяк, якого давно розшукували. Поліція залишає Барбару з Семом, яка штовхає його в воду. Кен випливає з аквалангом, де його чекає Сенді, до яких невдовзі приєднується Барбара.

## У ролях
| Актор              | Персонаж       | Роль             |
| ------------------ | -------------- | ---------------- |
| Денні ДеВіто       | Сем Стоун      | підприємець      |
| Бетт Мідлер        | Барбара Стоун  | дружина Сема     |
| Джадж Рейнгольд    | Кен Кесслер    | викрадач Барбари |
| Гелен Слейтер      | Сенді Кесслер  | дружина Кена     |
| Аніта Морріс       | Керол Додсворт | коханка Сема     |
| Білл Пуллман       | Ерл Мотт       | коханець Керол   |
| Вільям Дж. Шиллінг | Генрі Бентон   | шеф поліції      |

## Створення фільму

### Виробництво
Зйомки фільму проходили в Лос-Анжелесі, Венісі, Санта-Моніці, Каліфорнія, США.

### Знімальна група
- Кінорежисери — Джим Абрагамс, Девід Цукер, Джеррі Цукер
- Сценаристи — Дейл Лонер
- Кінопродюсер — Майкл Пейсер
- Кінооператор — Ян де Бонт
- Кіномонтаж — Гіб Джейфф
- Артдиректор — Дональд Д. Вудрофф
- Композитор — Міхель Коламб'є
- Художник по костюмах — Росанна Нортон
- Підбір акторів — Еллен Ченовет[3].

### Саундтреки
| Виконавець       | Назва пісні                              | Автори                                       |
| ---------------- | ---------------------------------------- | -------------------------------------------- |
| Мік Джаггер      | «Ruthless People»                        | Деріл Голл, Девід Стюарт, Мік Джаггер        |
| Machinations     | «No Say In It»                           | Рональд Белл, Джеймс Тейлор, Kool & the Gang |
| Kool & the Gang  | «Dance Champion»                         | Machinations                                 |
| Лютер Вандросс   | «Give Me The Reason»                     | Лютер Вандросс, Нет Еддерлі-молодший         |
| Ніколь Мак-Клауд | «Don't You Want My Love»                 | А. Нова                                      |
| Брюс Спрінгстін  | «Stand On It»                            | Брюс Спрінгстін                              |
| Біллі Джоел      | «Modern Woman»                           | Біллі Джоел                                  |
| Пол Янг          | «Wherever I Lay My Hat (That's My Home)» | Марвін Гей, Барретт Стронг, Норман Вітфілд   |
| Ден Гартмен      | «Waiting To See You»                     | Ден Гартмен, Чарлі Міднайт                   |
| Міхель Коламб'є  | «Neighborhood Watch»                     | Міхель Коламб'є                              |

## Сприйняття

### Критика
Фільм отримав позитивні відгуки. На сайті Rotten Tomatoes оцінка фільму становить 94 % на основі 35 відгуків від критиків (середня оцінка 7/10) і 71 % від глядачів із середньою оцінкою 3,2/5 (21 012 голосів). Фільму зарахований «стиглий помідор» від кінокритиків та «попкорн» від глядачів, Internet Movie Database — 6,9/10 (22 522 голоси), Metacritic — 78/100 (15 відгуків критиків).

### Номінації та нагороди
| Нагороди та номінації фільму «Безжальні люди» | Нагороди та номінації фільму «Безжальні люди» | Нагороди та номінації фільму «Безжальні люди»   | Нагороди та номінації фільму «Безжальні люди» | Нагороди та номінації фільму «Безжальні люди» | Нагороди та номінації фільму «Безжальні люди» |
| Рік                                           | Кінофестиваль/кінопремія                      | Категорія/нагорода                              | Номінант                                      | Результат                                     |                                               |
| --------------------------------------------- | --------------------------------------------- | ----------------------------------------------- | --------------------------------------------- | --------------------------------------------- | --------------------------------------------- |
| 1987                                          | «Золотий глобус»                              | Найкраща чоловіча роль — комедія або мюзикл     | Денні Де Віто                                 | Номінація                                     |                                               |
| 1987                                          | American Comedy Awards                        | Найкумедніша акторка в фільмі                   | Бетт Мідлер                                   | Перемога                                      |                                               |
| 1987                                          | American Comedy Awards                        | Найкумедніший актор у фільмі                    | Денні Де Віто                                 | Номінація                                     |                                               |
| 1987                                          | Американська спілка спеціалістів з кастингу   | Найкращий акторський склад у комедійному фільмі | Еллен Ченовет                                 | Номінація                                     |                                               |